# Mirafra erythrocephala
La alondra indochina (Mirafra erythrocephala) es una especie de ave paseriforme de la familia de las alondras (Alaudidae). Puede ser encontrada en los siguientes países: Camboya, Laos, Birmania, Tailandia y Vietnam.